# Łużyca (dopływ Czarnego Potoku)
Łużyca (Strużyna) – rzeka górska w południowo-zachodniej Polsce w woj. dolnośląskim w Sudetach Zachodnich, w Górach Izerskich i Przedgórzu Izerskim.
Rzeka o długości około 12 km, lewy dopływ Czarnego Potoku, jest ciekiem IV rzędu należącym do dorzecza Odry, zlewiska Morza Bałtyckiego.

## Charakterystyka
Źródła rzeki położone są w zachodniej części Gór Izerskich na północnym zboczu wzniesienia Smrek czes. Smrk, na wysokości ok. 880 m n.p.m. przy granicy polsko-czeskiej. W części źródliskowej potok wypływa z podmokłego terenu. W górnym biegu potok spływa, w kierunku północnym  szeroką dobrze wykształconą zalesioną doliną górską, głęboko wciętą między wzniesienia: Mała Góra po zachodniej stronie a Czerniawska Kopa po wschodniej stronie. Po przepłynięciu 850 m opuszcza zalesiony obszar i płynie w kierunku miejscowości Pobiedna, gdzie płynąc wśród zabudowań wzdłuż drogi nr 358 skręca lekko na północny wschód. Po minięciu Pobiednej płynie otwartym terenem wśród zabudowań do ujścia, gdzie na wysokości ok. 358 m n.p.m. na zachodnich obrzeżach Mirska uchodzi do Czarnego Potoku. Koryto rzeki kamienisto-żwirowe słabo spękane i na ogół nieprzepuszczalne. Zasadniczy kierunek biegu potoku jest północno-wschodni. Jest to potok górski odwadniający północno-zachodnią część Gór Izerskich oraz południowo-zachodnią część Przedgórza Izerskiego. Rzeka w większości nieuregulowana. W większości swojego biegu płynie wśród zabudowań, brzegi w 60% zadrzewione, szerokość koryta do 3,5 m, a śr. głębokość 0,45 m, dno bez roślin. Potok charakteryzuje się dużymi nie wyrównanymi spadkami podłużnymi. Gwałtowne topnienie śniegu wiosną, a w okresach letnich wzmożone opady i ulewne deszcze, które należą w tym rejonie do częstych zjawisk sprawiają wezbrania wody i często przybierają groźne rozmiary, stwarzając zagrożenie powodziowe w dolnym biegu.

## Inne
W nielicznych publikacjach i opracowaniach potok w górnym biegu wymieniany jest jako "Strużyna".

## Dopływy
Lewe: Granicznik, dopływ w Wolimierzu, dopływ w Giebułtowie oraz kilka bezimiennych strumyków mających źródła na zboczach przyległych wzniesień.

## Miejscowości nad rzeką
Ulisko – część Świeradowa-Zdroju, Pobiedna, Wolimierz, Giebułtówek, Giebułtów.